# Colpo di luna (Simenon)
Colpo di luna è un romanzo di Georges Simenon, titolo originale Le Coup de lune, pubblicato per la prima volta su «Candide» dal 19 gennaio al 9 marzo 1933 (in 8 puntate, nn. 462-469), quindi in volume da Arthème Fayard nell'aprile dello stesso anno.
In italiano è uscito da Mondadori nel luglio 1934, tradotto da H. Majnoni d'Intignano; quindi da Marina Di Leo per Adelphi di Milano nel 2003 ("Biblioteca Adelphi" n° 367). Il romanzo è selezionato nella scelta di Romans I, a cura di Jacques Dubois e Benoît Denis, "Bibliothèque de la Pléiade", Gallimard, 2003 e nel corrispettivo italiano di Romanzi I, (“La Nave Argo” n. 8), Adelphi 2004.

## Trama
È la storia di un giovane francese, Joseph Timar, che tenta l'avventura africana nel Gabon, dove il calore insopportabile, il rifiuto dei coloni da parte della popolazione indigena e le difficoltà pratiche fanno crollare il suo sogno esotico. Quando viene commesso un omicidio, Joseph sospetta subito Adèle, tenutaria del ristorante dell'hotel a Libreville dove lui alloggia. Proprio lei che è stata, già dal primo giorno, la sua amante.

## Adattamento cinematografico
Il romanzo è stato adattato liberamente da Serge Gainsbourg nel suo film Equator - L'amante sconosciuta (Équateur, 1983).

## Edizioni italiane
- Il colpo di luna (in volume con L'inglese, La casa del canale, L'asino rosso, Quelli di fronte, Il delitto della signora Pontreau e in appendice Tra le quinte della polizia parigina: in margine all'affare Stavisky), trad. di H. Majnoni d'Intignano, Milano: Mondadori ("Il super-romanzo delle vacanze"), 1934
- Georges Simenon, Colpo di luna, trad. di Marina Di Leo, Adelphi, Milano 2003 ISBN 88-459-1867-X